# ダン・スバーン

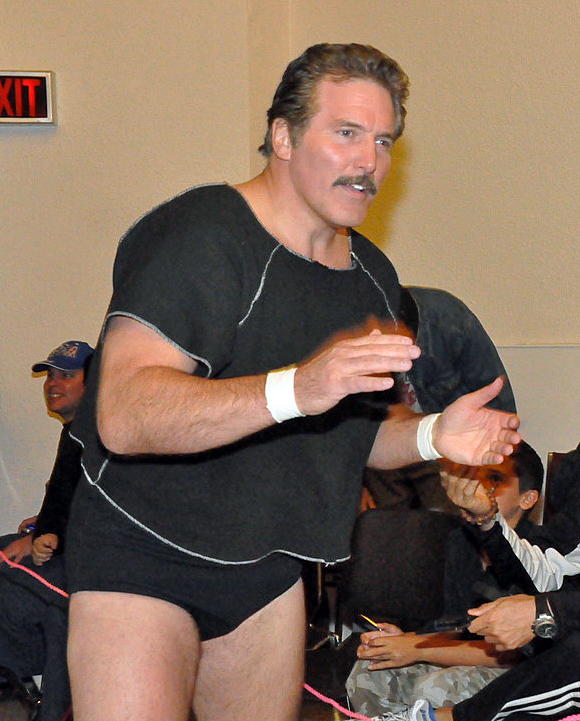
控え室でのスバーン

ダン・スバーン（Dan Severn、1958年6月8日 - ）は、アメリカ合衆国の男性プロレスラー、総合格闘家。ミシガン州コールドウォーター出身。元UFCスーパーファイト王者。UFC殿堂入り。ダニエル・スバーンとも表記される。
卓越したレスリング技術とパワーを全面に押し出すファイトスタイルから「ザ・ビースト（野獣）」の異名を持つ。整えられた口髭がトレードマークである。

## 来歴
中学時代はバスケットボールの選手だった。高校からレスリングを始め、1976年にグレコローマンとフリースタイルで全国優勝を果たし、最優秀選手に選ばれる。アリゾナ州立大学時代にはオールタイムアメリカンに2度選ばれている。

### 総合格闘技
1994年12月16日、UFC 4に出場し、総合格闘技では珍しい完璧なスープレックスで相手を投げファンを魅了し、決勝まで進出した。決勝でのホイス・グレイシー戦でも全体的に押す展開となり善戦、最終的に三角絞めでギブアップ負けしたものの、この一戦がスバーンの評価を高める契機となった。なお、UFCに本格的なレスラーが参戦したのはスバーンが初めてで、この後にドン・フライやマーク・コールマンなどのレスラーが参戦した。
1995年4月7日、UFC 5でトーナメントに出場し、優勝を果たした。
1995年7月14日、UFC 6のスーパーファイト王座決定戦でケン・シャムロックと対戦し、フロントチョークで一本負けを喫し王座獲得に失敗した。
1995年12月16日、Ultimate Ultimate 1995に出場し、準決勝でタンク・アボット、決勝でオレッグ・タクタロフに勝利して優勝を果たした。
1996年5月17日、UFC 9のスーパーファイト選手権試合でケン・シャムロックと再戦し、2-1の判定勝ちを収め王座獲得に成功した。
1997年2月7日、UFC 12のUFC世界ヘビー級王座決定戦でマーク・コールマンと対戦し、ネックロックで一本負けを喫し王座獲得に失敗した。
1997年10月11日、PRIDE.1でキモと対戦し、時間切れで引き分けた。
1999年、総合格闘技団体「Dangerzone」を設立した。
2000年2月8日、SuperBrawl 16でジョシュ・バーネットに腕ひしぎ十字固めで一本負け。
2000年9月22日、UFC 27でペドロ・ヒーゾにローキックでTKO負け。
2005年4月16日、UFC 52で殿堂入りを果たした。

### プロレス
1992年、UWFインターナショナルのリングで初来日。これは当時UWFインターナショナルの最高顧問を務めていたルー・テーズの推薦であったとされる。テーズはスバーンを「典型的なシューターで、レスラーとして充分な素質があるがアメリカン・プロレスでは成功しない」と評しており、本人にも日本行きを強く勧めたという。
1998年にはWWFに登場。また新日本プロレスをはじめとしてZERO-ONEなどの各種プロレス団体に度々参戦したが、対戦相手を映えさせる受けや技の見せ方といったプロレス独特の技術が乏しく、あまり器用なタイプではないためスポット参戦に留まった。
1999年3月14日、UFOで行なわれたNWA世界ヘビー級王座戦で小川直也と対戦し、チョークスリーパーで敗れた。6月29日にはUFOでジャスティン・マッコーリーと対戦し、敗れた。
2019年9月19日、TCW新宿FACE大会に参戦し、諏訪魔、内田ノボルとの異種格闘技戦トリプルスレットマッチに出場した。

## 戦績
| 総合格闘技 戦績 | 総合格闘技 戦績 | 総合格闘技 戦績 | 総合格闘技 戦績 | 総合格闘技 戦績 | 総合格闘技 戦績 | 総合格闘技 戦績 |
| --------------- | --------------- | --------------- | --------------- | --------------- | --------------- | --------------- |
| 127 試合        | (T)KO           | 一本            | 判定            | その他          | 引き分け        | 無効試合        |
| 101 勝          | 17              | 60              | 24              | 0               | 7               | 0               |
| 19 敗           | 4               | 8               | 7               | 0               | 7               | 0               |

| 勝敗 | 対戦相手                         | 試合結果                             | 大会名                                                                   | 開催年月日     |
| ○    | アレックス・ロズマン             | 3R終了 判定3-0                       | Blue Blood MMA                                                           | 2012年4月28日  |
| ×    | リー・ビーン                     | 1R 3:28 KO                           | Paul Vandale Promotions: The Beast Comes East                            | 2011年5月20日  |
| ×    | ライアン・フォーティン           | 3R 4:04 KO                           | King Of The Cage: Mile Zero                                              | 2011年4月29日  |
| ○    | アーロン・ガルシア               | 1R 2:18 ネッククランク               | KOTC: Texas                                                              | 2011年4月16日  |
| ○    | カル・ウォーシャム               | 3R終了 判定3-0                       | Gladiator Challenge: Legends Collide 2                                   | 2011年2月20日  |
| ○    | スコット・フレイザー             | 2R 4:59 肩固め                       | Elite 1: Tapping Out 【Elite 1ヘビー級タイトルマッチ】                   | 2011年1月29日  |
| ○    | ウィリアム・ハッチ               | 1R 4:23 肩固め                       | KOTC: Black Ops                                                          | 2010年12月4日  |
| ○    | トム・ベネソキー                 | 1R 1:33 肩固め                       | KOTC: 48                                                                 | 2010年11月21日 |
| ○    | チャド・オルムステッド           | 2R 1:27 TKO（パンチ連打）            | KOTC: Lock Down                                                          | 2010年7月30日  |
| ○    | サム・フラッド                   | 1R 3:57 フロントチョーク             | KOTC: Fearless                                                           | 2010年4月24日  |
| ○    | バディ・ディクソン               | 2R 2:22 TKO（パンチ連打）            | KOTC: Thunderstruck 2                                                    | 2010年3月18日  |
| ○    | ウッディー・ヤング               | 2R 2:31 肩固め                       | KOTC: Disputed                                                           | 2009年7月25日  |
| ○    | スティーブ・イーキンス           | 3分3R終了 判定3-0                    | Gladiator Challenge: The Beast                                           | 2009年5月16日  |
| ×    | ウィリアム・リッチー             | 5分3R終了 判定0-3                    | Iroquois: MMA Championships 7                                            | 2009年1月24日  |
| ×    | パヴェウ・ボツカ                 | 判定                                 | Heaven or Hell: Hell Cage                                                | 2008年5月3日   |
| ○    | デイモン・クラーク               | 2R 2:30 チキンウィングアームロック   | WFC: Armageddon                                                          | 2008年4月12日  |
| ○    | コリン・ロビンソン               | 3R終了 判定3-0                       | Cage Wars 9: Max Extreme Fighting                                        | 2008年3月9日   |
| ○    | イアン・アシャム                 | チキンウィングアームロック           | Iroquois: MMA Championships 2                                            | 2008年2月9日   |
| ○    | ドン・リチャード                 | 5分3R終了 判定3-0                    | KOTC: Bad Boys                                                           | 2007年11月21日 |
| ○    | ジミー・ウェストフォール         | 5分3R終了 判定3-0                    | Universal Fight Promotions                                               | 2007年10月13日 |
| ○    | マーク・"ザ・ベアー"・スミス     | 1R TKO（コーナーストップ）           | Titans of the Pentagon                                                   | 2007年9月22日  |
| ○    | ビクター・ヴィンスレット         | 1R 1:35 チョークスリーパー           | WFC: Rumble in the Red Rocks                                             | 2007年6月9日   |
| ○    | テレル・プリー                   | 1R 4:18 腕ひしぎ十字固め             | WVF: Minot 【WVFスーパーヘビー級王座決定戦】                             | 2007年4月21日  |
| ○    | ジェイソン・キース               | 1R 2:36 チョークスリーパー           | Gladiator Challenge 60: Invasion                                         | 2007年3月23日  |
| ○    | ケイジー・ゲイヤー               | 2R 1:25 チョークスリーパー           | CCCF: Riverwind Rumble                                                   | 2007年2月24日  |
| ○    | クリフォード・クーン             | 1R 1:53 チョークスリーパー           | CCCF: Red River Riot                                                     | 2007年2月17日  |
| ×    | デイブ・レジェノ                 | 5分3R終了 判定0-3                    | Cage Rage 20: Born 2 Fight                                               | 2007年2月10日  |
| ○    | ウェイド・ハミルトン             | 1R ギブアップ                        | KOTC: Mass Destruction                                                   | 2007年1月26日  |
| ○    | クリス・クラーク                 | 1R 3:08 ギブアップ                   | IFC: Rumble on the River 2                                               | 2006年11月10日 |
| ○    | ブライアン・ヒーデン             | 5分4R終了 判定2-1                    | NFA: Night of the Beast                                                  | 2006年9月23日  |
| ○    | スキップ・ホール                 | 1R チョーク                          | Independent Event                                                        | 2006年8月26日  |
| ○    | ラニー・グリフィン               | 1R 0:46 袈裟固め                     | Indiana Martial Arts                                                     | 2006年8月12日  |
| ○    | ロバート・ベリー                 | 1R 4:21 チョークスリーパー           | Goshin Ryu 16                                                            | 2006年6月3日   |
| ○    | ビクター・ヴィンスレット         | 1R 1:22 ギブアップ（打撃）           | WFC: Rumble in the Rockies                                               | 2006年1月21日  |
| ×    | ヨープ・カステル                 | 1R KO                                | Rings Holland: Men of Honor                                              | 2005年12月11日 |
| ○    | タイソン・スミス                 | 1R 4:12 ギブアップ                   | Action Wrestling Entertainment                                           | 2005年10月5日  |
| ×    | ビクター・ヴァリマキ             | 5分3R終了 判定0-3                    | MFC 8: Resurrection                                                      | 2005年9月9日   |
| ○    | リック・コーラップ               | 2R 3:11 ギブアップ（膝蹴り）         | Gladiator Challenge 39: Titans Collide                                   | 2005年7月17日  |
| ○    | シャノン・"ザ・キャノン"・リッチ | 2R 1:05 チョーク                     | Extreme Wars: X-1                                                        | 2005年7月2日   |
| ○    | シャノン・"ザ・キャノン"・リッチ | 2R V1アームロック                    | Northern Fighting Championships                                          | 2005年6月3日   |
| ○    | カル・ウォーシャム               | 3R TKO                               | Gladiator Challenge 34: Legends Collide 【GCスーパーファイト選手権試合】 | 2005年1月27日  |
| ○    | リー・メイン                     | 2R 1:41 TKO                          | Continental Fighting Championships                                       | 2004年11月20日 |
| ×    | ジェームス・トンプソン           | 5分5R終了 判定0-3                    | Ultimate Combat 11: Wrath of the Beast 【UC世界ヘビー級王座決定戦】      | 2004年9月12日  |
| ○    | チャド・ラフデル                 | 1R 3:00 TKO                          | AFA: Beast                                                               | 2004年7月31日  |
| ×    | 入江秀忠                         | 腕ひしぎ十字固め                     | Gladiator FC 1日目                                                       | 2004年6月26日  |
| ○    | ルーベン・ビシャレアル           | 5分2R終了 判定2-1                    | Gladiator Challenge 27: FightFest 2                                      | 2004年6月3日   |
| ○    | グレッグ・ロックハート           | 2R 1:45 ギブアップ                   | Dangerzone 26: Professional Level Cage Fighting                          | 2004年4月10日  |
| ○    | ジョナサン・アイビー             | 判定3-0                              | Hardcore Fighting Championships 3                                        | 2004年3月27日  |
| ×    | トニー・ボネーロ                 | 1R 1:36 チョークスリーパー           | XFC 4: Australia vs. The World                                           | 2004年3月19日  |
| ×    | ユリシーズ・カストロ             | 3R 2:45 ギブアップ                   | Enter the Beast                                                          | 2004年3月16日  |
| △    | ジェリー・ヴルバノヴィッチ       | 5分2R終了 引き分け                   | KOTC 33: After Shock                                                     | 2004年2月20日  |
| ×    | セス・ペトルゼリ                 | 5分3R終了 判定3-0                    | KOTC 32: Bringing Heat                                                   | 2004年1月24日  |
| ○    | レイ・セレーユ                   | 3R 2:03 腕ひしぎ十字固め             | Pacific X-Treme Combat 1                                                 | 2004年1月17日  |
| ○    | マシアス・ヒューズ               | 1R 2:40 ギブアップ                   | Seasons Beatings                                                         | 2003年12月18日 |
| △    | ホーマー・ムーア                 | 3分3R終了 引き分け                   | RITC 54: 'The Beast' vs 'The Rock'                                       | 2003年10月25日 |
| ○    | ゲーリー・ダッドリー             | 1R 2:08 TKO（スタンドの打撃）        | Gladiator Challenge 18                                                   | 2003年8月21日  |
| ○    | ダン・クリスティソン             | 5分3R終了 判定2-1                    | KOTC 24: Mayhem                                                          | 2003年6月14日  |
| ○    | シェイン・ムーア                 | 2R 0:46 ギブアップ                   | Hardcore Fighting Championships 1                                        | 2003年5月24日  |
| ○    | コーリー・ティマーマン           | 5分3R終了 判定3-0                    | KOTC 23: Sin City                                                        | 2003年5月16日  |
| ×    | ユリシーズ・カストロ             | 5分3R終了 判定                       | MFC 6: Road To Gold                                                      | 2003年2月22日  |
| △    | パット・スターノ                 | 5分3R終了 引き分け                   | War at the Shore                                                         | 2003年1月17日  |
| ○    | マイク・ウォード                 | 3R 1:42 ギブアップ                   | Ultimate Combat 4: Eyes of the Beast                                     | 2002年12月1日  |
| ○    | ジャスティン・エイラーズ         | 5分3R終了 判定3-0                    | VFC 3: Total Chaos                                                       | 2002年11月23日 |
| ○    | マーク・スミス                   | 1R 2:56 V1アームロック               | KOTC 18: Sudden Impact                                                   | 2002年11月1日  |
| ○    | ダン・クリスティソン             | 5分3R終了 判定                       | Aztec Challenge                                                          | 2002年9月6日   |
| ○    | ジョン・ジェンセン               | 1R終了時 TKO（タオル投入）           | KOTC 14: New Mexico                                                      | 2002年6月19日  |
| ○    | スティーブ・セイフ               | 1R 5:45 ギブアップ（スタンドの打撃） | Dangerzone: Caged Heat                                                   | 2002年4月13日  |
| ○    | フォレスト・グリフィン           | 4分3R終了 判定3-0                    | RSF 5: New Blood Conflict                                                | 2001年10月27日 |
| △    | トラビス・フルトン               | 5分3R終了 引き分け                   | Iowa Challenge 3                                                         | 2001年9月22日  |
| ○    | レン・ウォーカー                 | 1R 1:49 TKO（スタンドの打撃）        | Ultimate Wrestling: St. Paul                                             | 2001年7月15日  |
| ○    | トラビス・フルトン               | 5分3R終了 判定3-0                    | WEC 1: Princes of Pain                                                   | 2001年6月30日  |
| ○    | ウェス・シムズ                   | 4分3R終了 判定3-0                    | RSF 2: Attack at the Track                                               | 2001年6月23日  |
| ○    | ハリー・モスコヴィッツ           | 1R 2:12 V1アームロック               | Reality Combat Fighting 11                                               | 2001年5月10日  |
| ×    | ジョナサン・ウィゾレック         | 2R 1:03 チョークスリーパー           | RSF 1: Redemption in the Valley                                          | 2001年4月21日  |
| ○    | アーロン・キーニー               | 1R 2:03 V1アームロック               | Dangerzone: Insane in Ft. Wayne                                          | 2001年11月25日 |
| ○    | トラビス・フルトン               | 1R 2:01 チョークスリーパー           | Dangerzone: Night of the Beast                                           | 2001年10月28日 |
| ×    | ペドロ・ヒーゾ                   | 1R 1:33 ギブアップ（ローキック）     | UFC 27: Ultimate Bad Boyz                                                | 2000年9月22日  |
| ○    | アンドレイ・コピィロフ           | 2R（15分/5分）終了 判定3-0           | リングス Millennium Combine III                                          | 2000年8月23日  |
| ○    | ジョン・ディクソン               | 1R 5:18 V1アームロック               | Continental Freefighting Alliance 2                                      | 2000年7月19日  |
| ○    | ロン・ランフ                     | 1R 0:54 V1アームロック               | Dangerzone: Battle at the Bear                                           | 2000年7月8日   |
| ○    | ロバート・スタインズ             | 1R 0:44 ネックロック                 | Dangerzone: Ft. Wayne 2                                                  | 2000年5月20日  |
| ○    | マーカス・コナン                 | 1R 4:46 肩固め                       | WEF 9: World Class 【WEFスーパーヘビー級タイトルマッチ】                 | 2000年5月13日  |
| ○    | バート・ベイル                   | 2R 0:36 TKO（ドクターストップ）      | CFA 1: Collision at the Crossroads 【CFAスーパーヘビー級王座決定戦】     | 2000年3月25日  |
| ×    | ジョシュ・バーネット             | 4R 1:21 腕ひしぎ十字固め             | SuperBrawl 16                                                            | 2000年2月8日   |
| ○    | マーク・ジャキス                 | 15分終了 判定                        | Dangerzone: Ft. Wayne                                                    | 1999年11月22日 |
| ○    | フィル・オーティズ               | 1R 1:55 V1アームロック               | Extreme Challenge 28                                                     | 1999年10月9日  |
| ○    | デビッド・ファーガソン           | 1R 8:36 ギブアップ（スタンドの打撃） | Dangerzone: Ft. Smith                                                    | 1999年9月18日  |
| ○    | ニック・スタークス               | 判定                                 | Ultimate Reality Fighting                                                | 1999年7月18日  |
| ○    | ブラッド・コーラー               | 1R 7:57 TKO                          | Ultimate Wrestling                                                       | 1999年6月25日  |
| ○    | スレイド・マーティン             | 1R 3:30 V1アームロック               | Dangerzone: Mahnomen                                                     | 1999年6月19日  |
| ○    | ロス・クァム                     | ジョーロック                         | Brawl in the Black Hills 1                                               | 1999年5月15日  |
| ○    | ケビン・ローズイヤー             | 1R 1:00 ギブアップ                   | Cage Combat 1                                                            | 1998年12月8日  |
| ○    | ジョー・フレイリー               | 1R 4:02 腕ひしぎ十字固め             | SuperBrawl 9                                                             | 1998年9月19日  |
| △    | パット・ミレティッチ             | 20分1R終了 引き分け                  | Extreme Challenge 20                                                     | 1998年8月22日  |
| ○    | クリス・フランコ                 | 1R 4:55 TKO（ドクターストップ）      | SuperBrawl 8                                                             | 1998年8月4日   |
| ○    | サム・アドキンス                 | 1R 12:57 ギブアップ（疲労）          | IFC 8: Showdown at Shooting Star                                         | 1998年6月20日  |
| ○    | スティーブ・ミラー               | 1R 5:45 チョークスリーパー           | World Shoot Wrestling                                                    | 1998年6月12日  |
| ○    | ジョン・カルボ                   | 1R 3:38 TKO（パウンド）              | SuperBrawl 7                                                             | 1998年4月25日  |
| ○    | トラビス・フルトン               | 1R 10:39 V1アームロック              | Gladiators 2                                                             | 1998年4月18日  |
| ○    | ケビン・ローズイヤー             | 1R 0:53 TKO（膝蹴り）                | Extreme Challenge 15                                                     | 1998年2月27日  |
| △    | キモ                             | 30分1R終了 時間切れ                  | PRIDE.1                                                                  | 1997年10月11日 |
| ○    | ジョン・レンフロー               | 1R 2:28 V1アームロック               | IFC 6: Battle at Four Bears                                              | 1997年9月20日  |
| ○    | ジョン・ディクソン               | 1R 2:33 ギブアップ（スタンドの打撃） | IFC 5: Battle in the Bayou                                               | 1997年9月5日   |
| ○    | ランス・ギブソン                 | 1R 26:22 V1アームロック              | SuperBrawl 5                                                             | 1997年8月23日  |
| ○    | ポール・ブエンテロ               | 1R 2:55 ヘッドロック                 | Unified Shoot Wrestling Federation 6                                     | 1997年8月16日  |
| ○    | エベンゼール・フォンテス・ブラガ | 1R 8:17 TKO（カット）                | IVC 1: Real Fight Tournament                                             | 1997年7月6日   |
| △    | ジェレミー・ホーン               | 20分1R終了 引き分け                  | Extreme Challenge 7                                                      | 1997年6月25日  |
| ○    | ジョン・レンフロー               | 1R 2:29 TKO                          | Extreme Challenge 6                                                      | 1997年5月10日  |
| ×    | マーク・コールマン               | 1R 2:57 ネックロック                 | UFC 12: Judgement Day 【UFC世界ヘビー級王座決定戦】                      | 1997年2月7日   |
| ○    | スティーブン・ゴス               | 1R 1:53 チョークスリーパー           | Extreme Challenge 1                                                      | 1996年11月23日 |
| ○    | 松永光弘                         | 1R 1:32 脇固め                       | THE U-JAPAN SUPER FIGHTING '96 VOL.1                                     | 1996年11月17日 |
| ○    | マリオ・ネト                     | 40分1R終了 判定                      | Vale Tudo Fighting 4                                                     | 1996年10月22日 |
| ○    | デニス・リード                   | 1R 4:10 ネックロック                 | Brawl at the Ballpark 1                                                  | 1996年9月1日   |
| ○    | ダグ・マーフィー                 | 1R 3:23 V1アームロック               | VALE TUDO JAPAN '96                                                      | 1996年7月7日   |
| ○    | ケン・シャムロック               | 30分1R終了 判定2-1                   | UFC 9: Motor City Madness 【UFCスーパーファイト選手権試合】              | 1996年5月17日  |
| ○    | オレッグ・タクタロフ             | 30分1R終了 判定3-0                   | Ultimate Ultimate 1995 【決勝】                                          | 1995年12月16日 |
| ○    | タンク・アボット                 | 18分1R終了 判定3-0                   | Ultimate Ultimate 1995 【準決勝】                                        | 1995年12月16日 |
| ○    | ポール・ヴァレランス             | 1R 1:01 肩固め                       | Ultimate Ultimate 1995 【1回戦】                                         | 1995年12月16日 |
| ×    | ケン・シャムロック               | 1R 2:14 フロントチョーク             | UFC 6: Clash of the Titans 【UFCスーパーファイト王座決定戦】             | 1995年7月14日  |
| ○    | デイブ・ベネトゥー               | 1R 3:00 V1アームロック               | UFC 5: Return of the Beast 【決勝】                                      | 1995年4月7日   |
| ○    | オレッグ・タクタロフ             | 1R 4:21 TKO（カット）                | UFC 5: Return of the Beast 【準決勝】                                    | 1995年4月7日   |
| ○    | ジョー・チャールズ               | 1R 1:39 チョークスリーパー           | UFC 5: Return of the Beast 【1回戦】                                     | 1995年4月7日   |
| ×    | ホイス・グレイシー               | 15:49 三角絞め                       | UFC 4: Revenge of the Warriors 【決勝】                                  | 1994年12月16日 |
| ○    | マーカス・ボセット               | 0:52 チョークスリーパー              | UFC 4: Revenge of the Warriors 【準決勝】                                | 1994年12月16日 |
| ○    | アンソニー・マシアス             | 1:45 チョークスリーパー              | UFC 4: Revenge of the Warriors 【1回戦】                                 | 1994年12月16日 |

## 獲得タイトル

### レスリング
- レスリング世界ジュニア選手権 男子フリースタイル90kg級 優勝（1977年）
- レスリングパンアメリカン選手権 男子フリースタイル100kg級 優勝（1986年）

### 総合格闘技
- UFC 5トーナメント 優勝（1995年）
- Ultimate Ultimate 1995トーナメント 優勝（1995年）
- 第2代UFCスーパーファイト王座（1996年）
- CFAスーパーヘビー級王座（2000年）
- WEFスーパーヘビー級王座（2000年）
- Gladiator Challengeスーパーファイト王座（2005年）
- WVFスーパーヘビー級王座（2007年）
- Elite 1ヘビー級王座（2011年）

## 表彰
- サンボ スポーツマスター
- UFC殿堂入り（2005年）
- NWA殿堂入り（2010年）
- SHERDOG 殿堂入り（2014年）

## 得意技
肩固め
レスリング仕込みのグラウンドテクニックで、様々な体勢からの仕掛けのバリエーションを持つ。
スープレックス
黎明期のUFCで多用した。なおこの際、スバーンは自分の他にレスリングをバックボーンとする選手がラインナップに見当たらなかったため「必ず決める自信があったので最初から狙っていた」と後に明かした。
膝蹴り
サイドポジションの体勢で押さえ込んだ状態から相手の頭部を蹴る。
バック・トゥ・ベリー・パイルドライバー
垂直落下式の変形水車落とし。主にプロレスの試合で見せる技で、WWE参戦時はフィニッシュ・ホールドとして使用していた。当初は受け身が取り難い危険な角度から落とすスタイルで、クラシカルな技ながら強烈な破壊力を誇っていた。しかしこの技で対戦相手を負傷させてからは、担ぎ上げて斜め後方へ浴びせ倒すバックフリップに近い技に改良されている。総合の試合でも似たような技を使用することがある。
ビースト・チョーカー
胴締め式ドラゴン・スリーパー。相手は上半身を反らされた状態で後ろへ引き倒されるため、バックブリーカーをかけられたような体勢になる。主にプロレスの試合で使用。